# Francisco Albo
Francisco Albo fue un marino griego del siglo XVI, que formó parte de la expedición de Magallanes-Elcano, terminando el viaje como piloto de la Victoria. Escribió un derrotero describiendo la ruta seguida en la primera circunnavegación de la Tierra.

## Biografía
No se conoce ni su fecha de nacimiento ni de fallecimiento. Era natural de Quíos (Axio), una isla del Egeo.
Es conocido por participar en la expedición de Fernando de Magallanes, en la cual partió de Sevilla como contramaestre en la nao Trinidad y terminó el viaje de la primera vuelta al mundo como piloto de la nao Victoria, al mando de Juan Sebastián Elcano.
A su regreso a España, se le pagaron 274.580 maravedíes en concepto de sueldo y de participación en los beneficios de la venta de las especias que trajeron.

## Derrotero de Francisco Albo

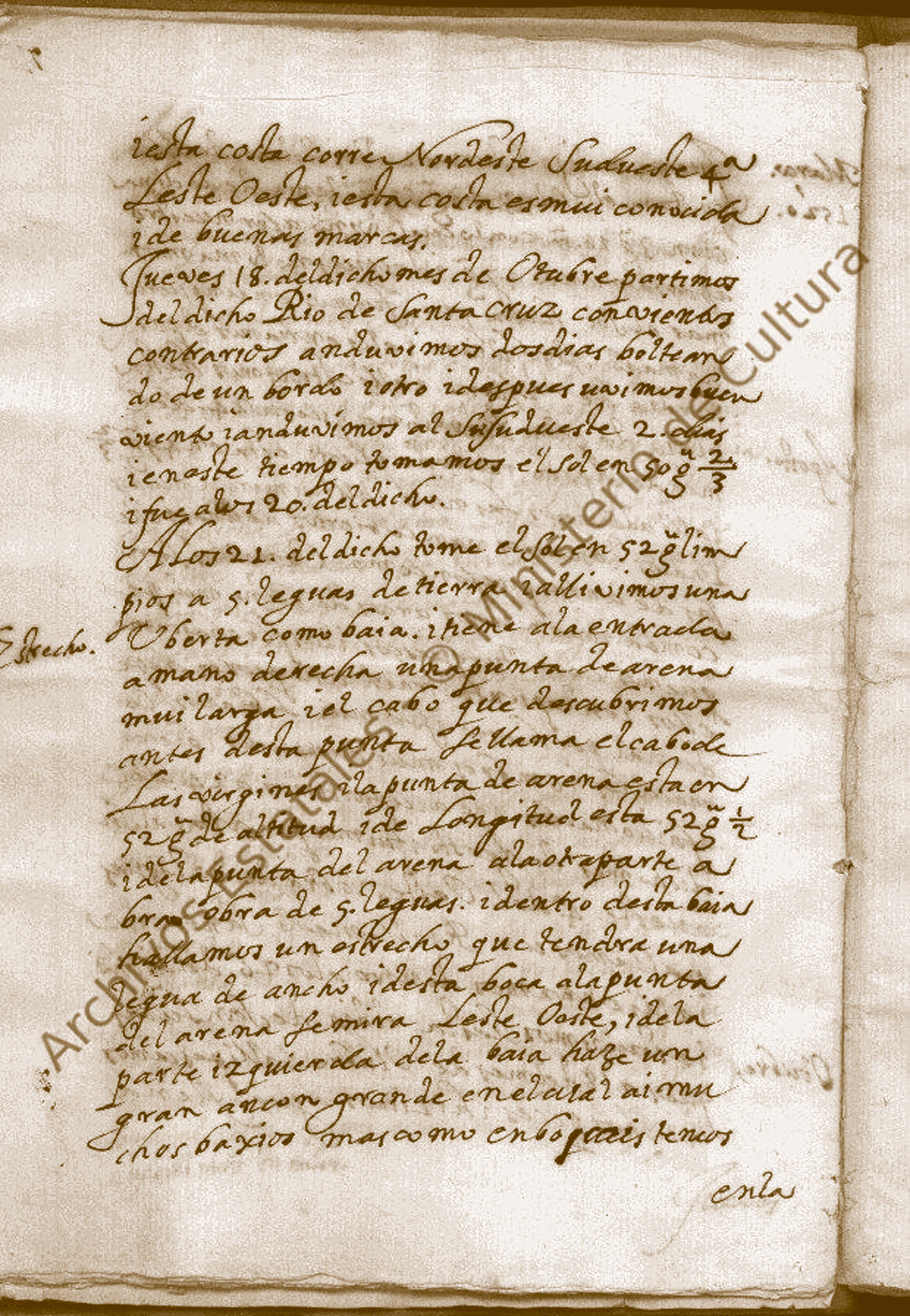
Página del derrotero donde Albo describe la primera navegación europea por el estrecho de Magallanes y la costa de Chile.

Durante el viaje de circunnavegación, fue uno de los pilotos que escribieron un cuaderno de bitácora detallando la ruta seguida cada día. El original de este importante documento se ha perdido pero se conserva en el Archivo General de Indias de Sevilla una copia que data de finales del siglo XVI.
La copia conservada no recoge la totalidad de la ruta seguida por Magallanes y Elcano pero sí cinco tramos principales de la misma, con diferente grado de detalle de informaciones náuticas:
1. Del cabo de San Agustín (finales de noviembre de 1519) a cabo Blanco  (2 de marzo de 1520). Reporta los datos necesarios para calcular la latitud y numerosos sondeos pero ninguna distancia recorrida ni declinación magnética. Esta parte constituye la descripción más antigua conservada del proceso real de cálculo de la latitud en el mar.
2. Del Puerto de Santa Cruz (18 de octubre de 1520) a la salida del estrecho de Magallanes (1 de diciembre de 1520). Reporta latitudes, sondeos, distancias y corrientes de mareas.
3. Travesía del Pacífico desde el estrecho (2 de diciembre de 1520) hasta la llegada a Filipinas (16 de marzo de 1521). Reporta latitudes, sondeos, distancias y corrientes de mareas.
4. Viaje por Insulindia (16 de marzo de 1521 a 27 de diciembre de 1521), que incluye la llegada a las Molucas. Reporta latitudes, sondeos, distancias, corrientes de mareas y dos valores de declinación magnética.
5. Viaje de vuelta desde la partida de las Molucas (27 de diciembre de 1521) hasta el cabo de San Vicente (4 de septiembre de 1522). Reporta latitudes así como los datos necesarios para calcularlas, así como distancias.

Debido a las diferencias entre las cinco partes indicadas, se cree que fueron redactadas por diferentes marinos. La única que es con seguridad de Francisco Albo es la quinta y última, ya que Albo era el único piloto a bordo de la Victoria. Se ha propuesto que el autor de la primera parte fue el piloto real Andrés de San Martín.
El Derrotero fue publicado por vez primera en extracto en 1788 por José de Vargas Ponce y en 1837 completo por Martín Fernández de Navarrete, atribuyéndolo en su totalidad a Albo. Se conservan además dos copias del Derrotero del siglo XIX: una en el Museo Naval de Madrid realizada por Navarrete a partir de una transcripción hecha en Simancas por Juan Bautista Muñoz, y la otra en la Biblioteca Británica de Londres, entre los papeles de Felipe Bauzá.